# Dafniyeh
Dafniyeh est un village libyen a qui se situe a l’ouest de Misrata, le village fut le théâtre de violent affrontement opposant les forces rebelles au forces loyaliste. Dafniyeh est actuellement sous le contrôle du Conseil national de transition.